# Subaru Levorg
La Subaru Levorg est une voiture compacte break à transmission intégrale produite par le constructeur automobile japonais Subaru. Apparu en 2014, ce véhicule cinq portes partage sa plate-forme avec la Legacy et l'Impreza. Son nom Levorg est une contraction de Legacy Revolution Touring. 

## Première génération

### Développement
La Levorg est d'abord présentée sous forme de voiture conceptuelle au salon automobile de Tokyo, en novembre 2013. Subaru entendait vérifier l'attrait d'un break de sport basé sur la nouvelle plate-forme des Impreza de quatrième génération et de la Legacy. Très proche de la version commerciale, reprenant en grosse partie le style de la face avant de la Subaru WRX également annoncée dans le même temps, le véhicule enregistre des commandes au Japon dès l'année suivante. La Levorg sera introduite en Europe dès 2015.

### Technologie
Le moteur adopte une architecture dite horizontale (ou boxer) : l'opposition des quatre cylindres deux à deux à 180°, de part et d'autre du vilebrequin, annule quasiment les vibrations dues à leur mouvement. Une telle disposition permet de s'affranchir des arbres d'équilibrage et d'abaisser le centre de gravité. L'injection directe et la turbocompression à double entrée optimisent la combustion et réduisent la consommation.
La transmission automatique à variation continue (ou CVT, continuously variable transmission) Lineartronic utilise le principe du variateur de vitesse mécanique à courroie. Elle est constituée de poulies en « v » à largeur variable, sur lesquelles tourne une courroie métallique plus ou moins loin de l'axe, à mesure que se creuse ou s'amenuise la gorge de chaque poulie, selon l'effort et le régime. Les 6 rapports peuvent être choisis automatiquement par le dispositif, ou manuellement par des sélecteurs au volant. Le modèle 2018 profite d'une nouvelle boite à 7 rapports, offrant une économie de carburant et un passage de vitesse plus fluide.
La transmission de la puissance aux roues s'opère selon un schéma quasi symétrique, le Subaru Symmetrical AWD ; la puissance est distribuée de manière égale directement sur chaque roue. Le couple, lui, est réparti au besoin selon les circonstances. Par défaut à 60/40 entre l'avant et l'arrière, l'ordinateur ajuste en permanence la répartition sur chaque roue en cas de perte de motricité. La prise de virage est optimisée par un dispositif de vectorisation du couple, qui agit sur les freins pour limiter le couple des roues intérieures au virage et augmente le couple des roues extérieures.
Deux modes préprogrammés de configuration du moteur et de la transmission, ou Subaru Intelligent Drive (SI-Drive), optimisent les caractéristiques mécaniques du véhicule pour un style de conduite donné. Le mode Sport augmente l'accélération et la puissance, le mode Intelligent met l'accent sur la tenue de route et la sobriété.
La version japonaise est équipée du système anti-collision EyeSight, développé conjointement par Hitachi Automotive Systems et Fuji Heavy Industries. Une caméra stéréo couplée à une représentation tridimensionnelle analyse la dynamique des obstacles qui se présentent à l'avant du véhicule. Le dispositif agit, s'il le faut, sur les freins, la direction assistée et le régulateur de vitesse. La version 3 sait reconnaître l'allumage des feux stop du véhicule qui précède.

### Motorisations
Deux cylindrées à injection directe, 1.6 L et 2.0 L, arment au choix la Levorg. La version commercialisée en France se limite au 1.6 litre et répond à la norme Euro 6. Les deux moteurs turbocompressés présentent une architecture à plat des 4 cylindres, en opposition deux à deux (boxer). Le mouvement est transféré aux roues via la transmission à variation continue Lineartronic, qui adapte le couple en temps réel selon les besoins au train avant et arrière. 
- 1.6 litre turbo, 4 cylindres à plat, 170 ch (125 kW) - 250 N m — FB16
- 2.0 litres turbo, 4 cylindres à plat, 296 ch (218 kW) - 400 N m — FA20

La plage de couple optimale se situe entre 1 800 et 4 800 tr/min pour le 1.6 litre, et entre 2 000 et 4 800 tr/min pour le 2.0 litres. La puissance maximale est délivrée dès 4 800 tr/min sur le 1.6 litre, et à partir de 5 600 tr/min pour le 2.0 litres.

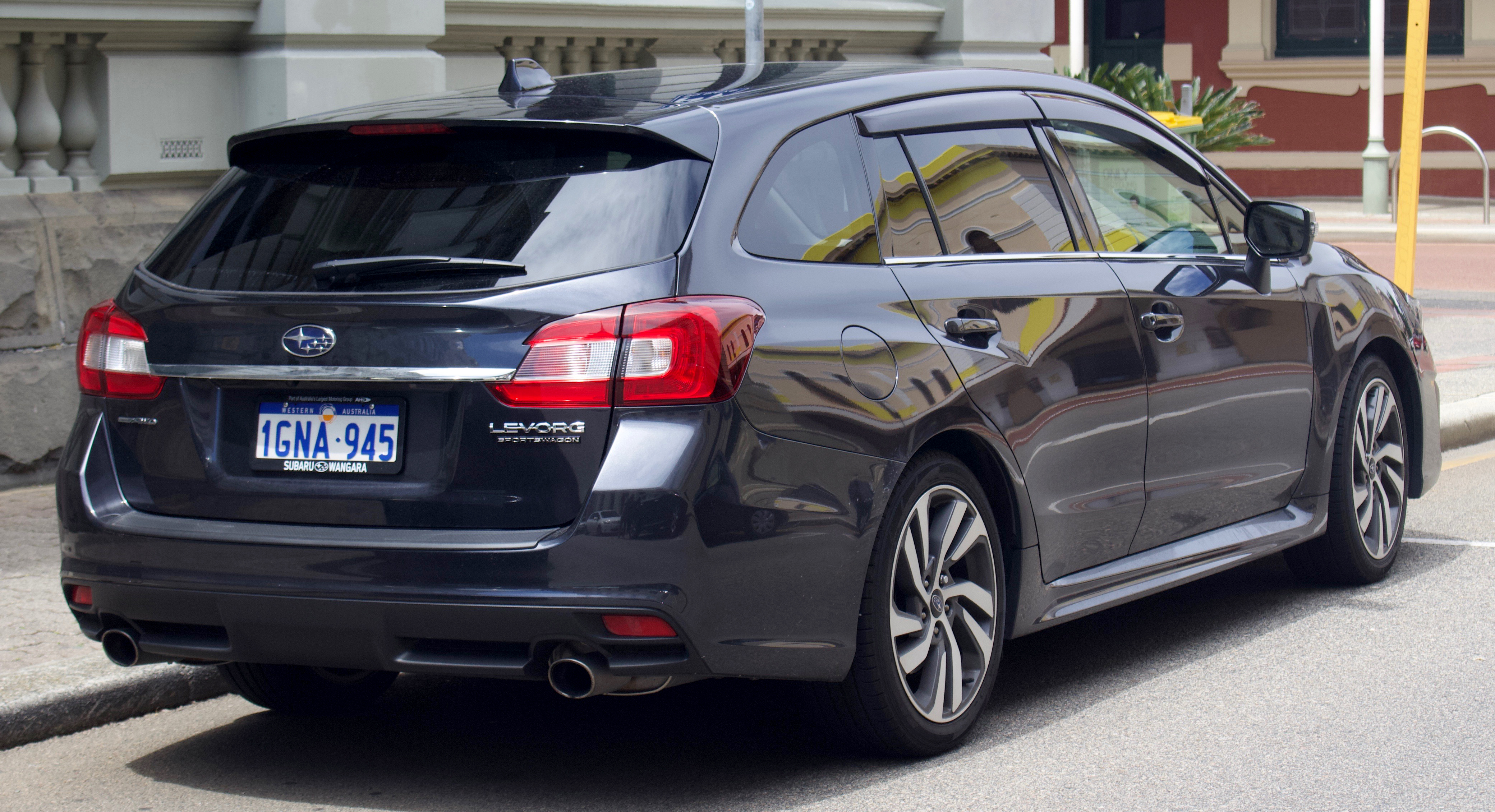
Vue de l'arrière
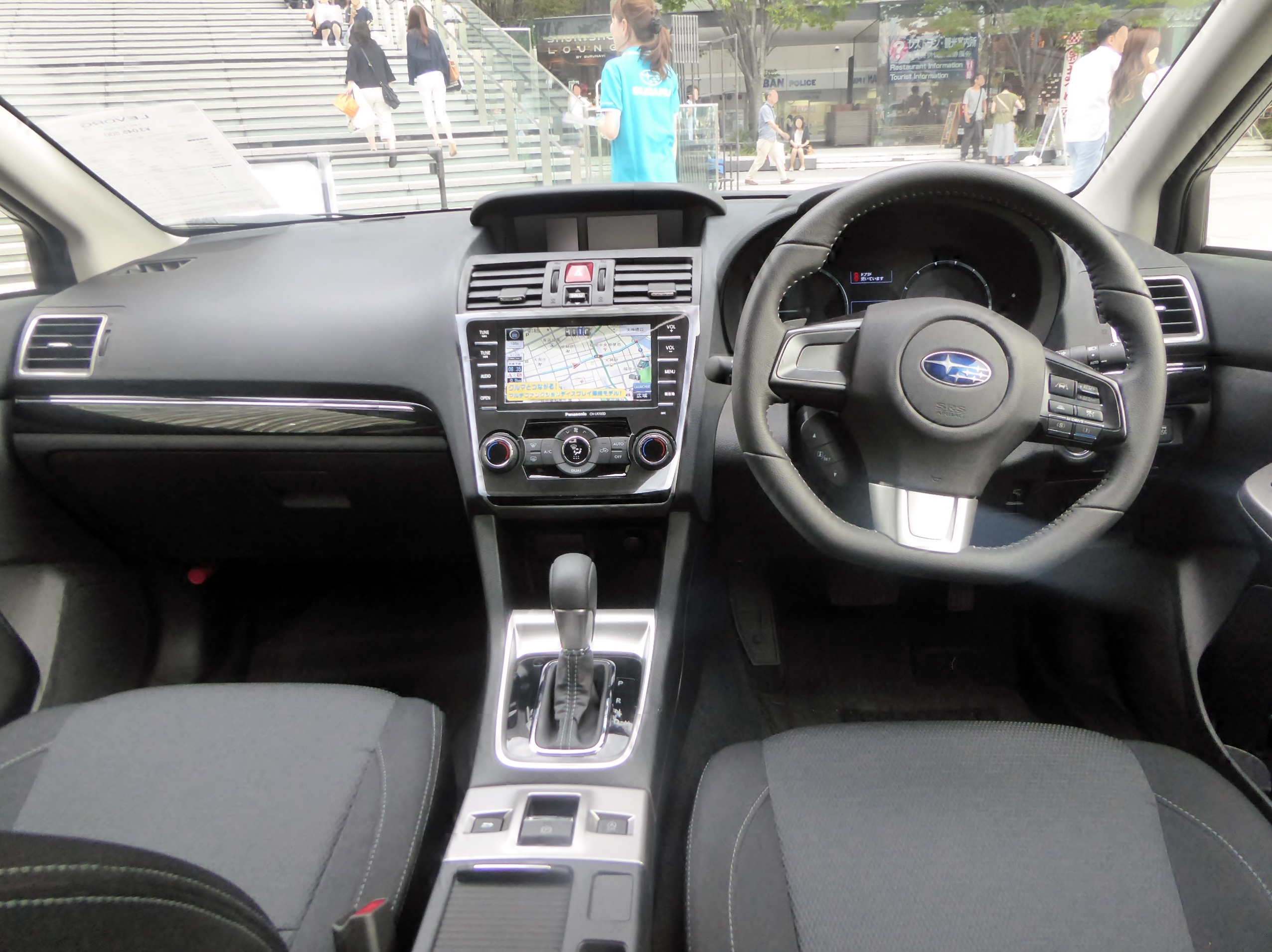
Habitacle (1.6 GT EyeSight - Japon)
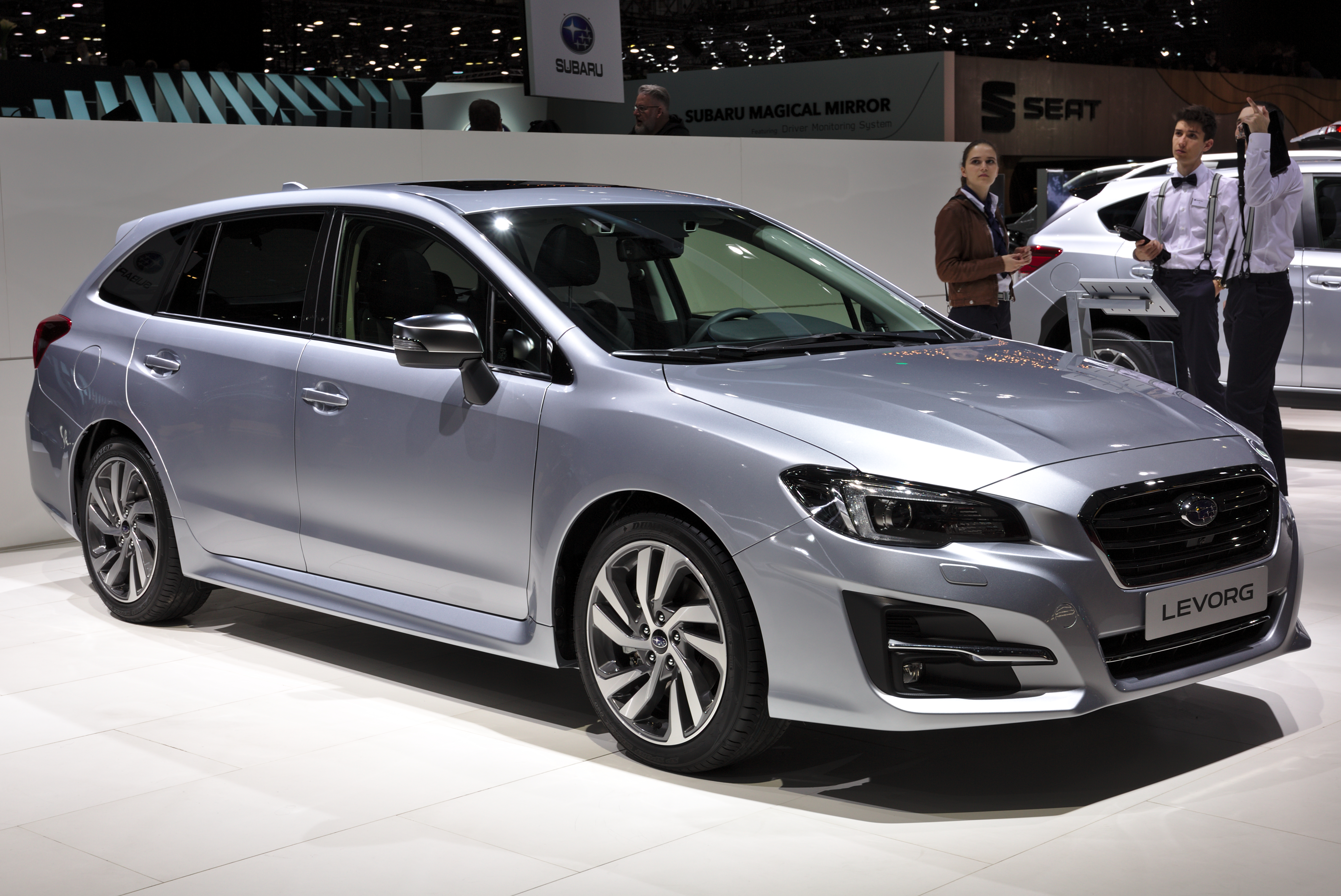
Subaru Levorg (2019)
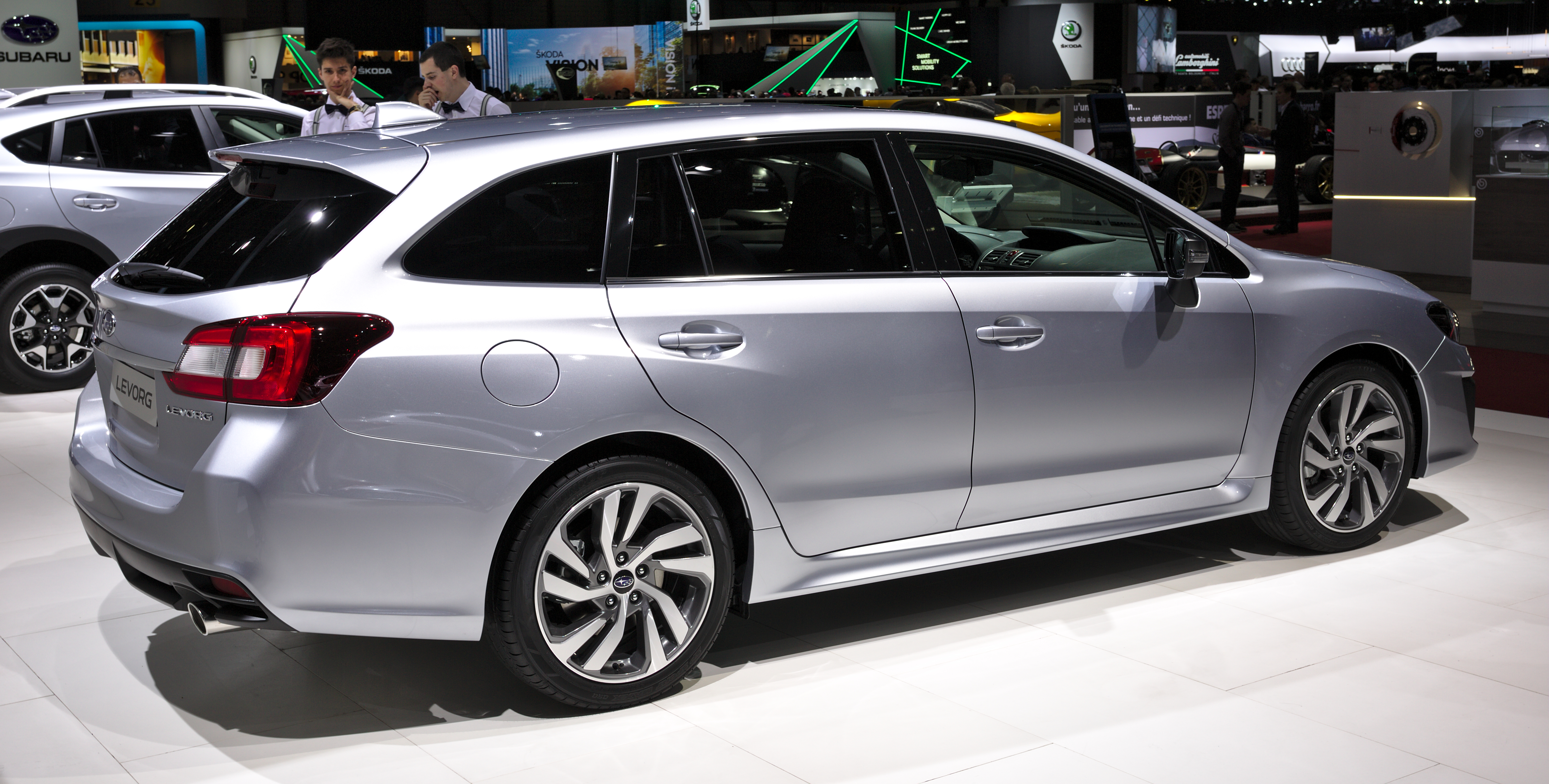
Vue de l'arrière

### Récompense
L'esthétique et l'ergonomie de la Subaru Levorg, réalisations de l'équipe de designers dirigée par Osamu Namba, ont été récompensés par l'Institut japonais de la promotion du design, en remportant son Good Design Award 2014 (ou G Mark).

### Course Automobile
La Subaru Levorg a été engagé en BTCC, un championnat britannique. C'est la seule fois que Subaru engagera officiellement un autre modèle que la Subaru Impreza devenu la Subaru WRX en course automobile.

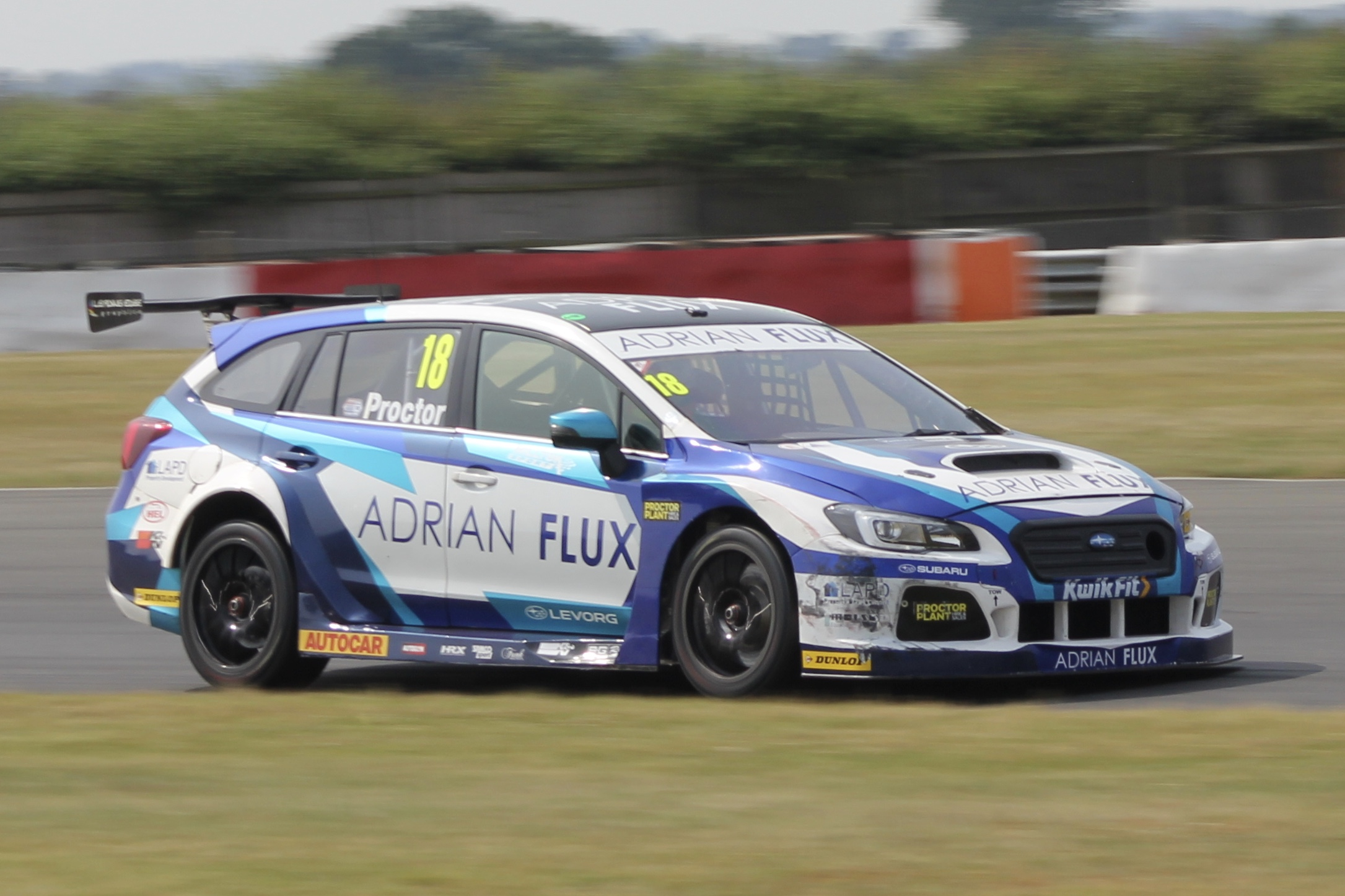
Seul apparition d'un Levorg en course automobile

## Deuxième génération
La deuxième version de la Subaru Levorg est sortie en 2020. Basée sur la plateforme globale de Subaru : SGP. Elle préfigure également la future face avant de la Subaru WRX 2022.

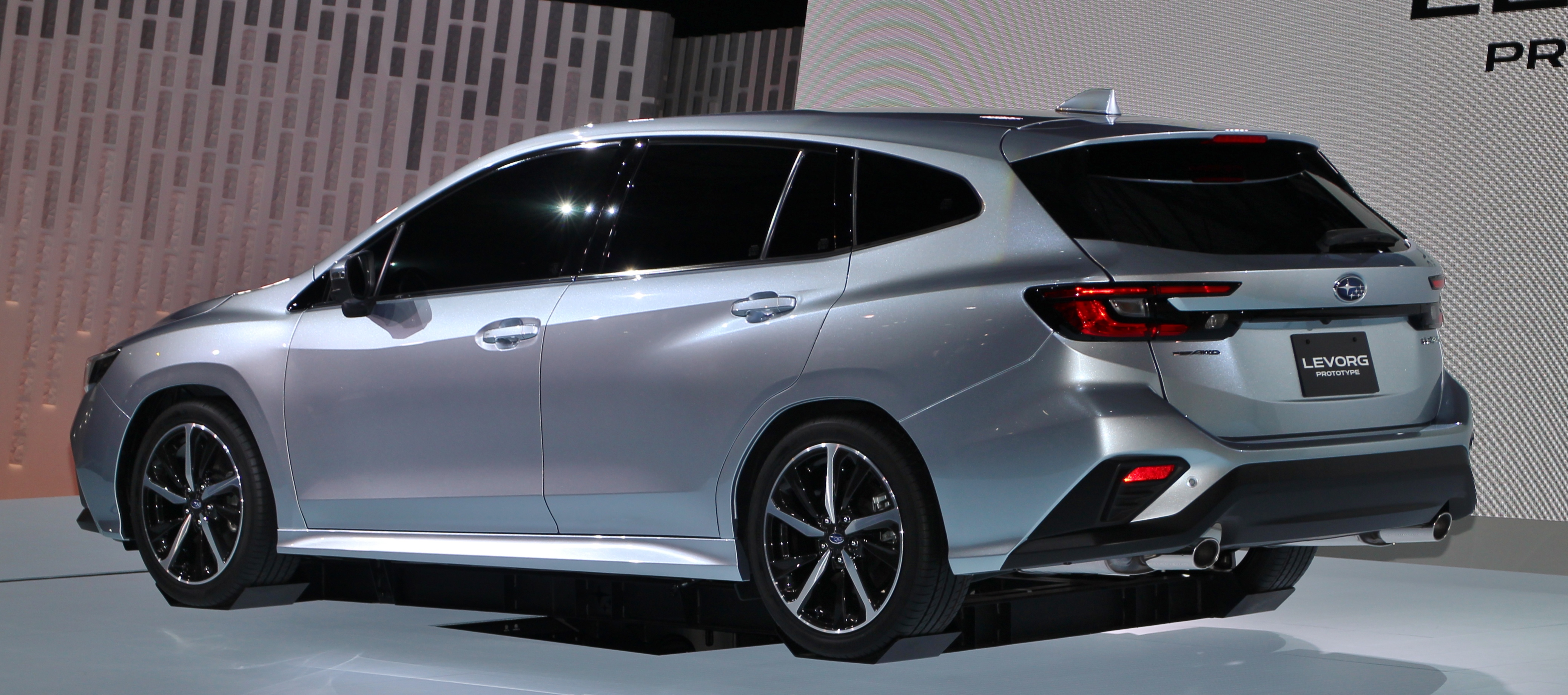
Vue arrière de la Levorg 2020

### WRX Sportwagen
Subaru proposera également la Levorg renommée en Subaru WRX Sportwagen en Australie et en Nouvelle-Zélande. Ces deux pays reviennent donc à la proposition initiale de la Impreza WRX qui fut proposée dès les débuts en format berline et break jusqu'en 2008 où la version à hayon a pris la place de cette dernière.
Il n'y aura aucune différence notable avec la Subaru Levorg hormis qu'elle ne sera proposée qu'avec le moteur turbo identique à la Subaru WRX de deuxième génération et des nouvelles jantes. Toutes les nouveautés et améliorations sportives de la Subaru WRX de deuxième génération lui resteront exclusives.